# Kallima etoga
Kallima etoga är en fjärilsart som beskrevs av Hans Fruhstorfer 1913. Kallima etoga ingår i släktet Kallima och familjen praktfjärilar. Inga underarter finns listade i Catalogue of Life.